# مطبخ كوسوفي
يعد مطبخ كوسوفو ممثلاً لمطبخ البلقان ويتألف من الأطباق التقليدية للمجموعات العرقية الأصلية في كوسوفو. وهو يُعبر بالأساس عن المطبخ الألباني، نظراً لأن الألبان هم المجموعة العرقية الرئيسية في البلاد، مع تبنيه أيضاً بعض عناصر بلدان البلقان الأخرى.
يعتبر الخبز والألبان واللحوم والفواكه والخضروات العناصر الغذائية الأساسية في الأطباق الكوسوفية. يتكيف المطبخ اليومي في كوسوفو جيداً مع تنوع الوصفات خلال الصيف الحار والشتاء الطويل المتكرر في البلاد. تُستهلك الخضروات الطازجة في الصيف، نتيجة لمناخها القاري، بينما المخللات طوال الخريف والشتاء.
عادةً ما يكون الإفطار في كوسوفو خفيفاً، ويتألف أساساً من الكرواسون مع القهوة والشطائر والبيض المخفوق والعجة والبتولا أو الخبز المحمص مع السلامي والجبن المطبوخ [الإنجليزية] والخس والشاي. كما يتناول الأطفال عادةً الحبوب مع الحليب والوافل والمخبوزات العقدية والفطائر محلية الصنع مع العسل أو المرملاد.

## الأطباق
تشمل الأطباق الشائعة: الفطائر، فليجا [الإنجليزية]، الفلفل المحشي، البقوليات، السارما [الإنجليزية]، والكباب.
تحتوي الأطباق الأكثر شيوعاً في فصل الشتاء في كوسوفو على عناصر مخلل مثل مخلل الملفوف، والطماطم الخضراء، والخيار، والقرنبيط، والتوابل مثل أيفار (الفلفل الأحمر الحار أو المعتدل) والتي عادةً ما تكون متبلة في أوائل الخريف. تُستخدم هذه الأطعمة في المقبلات على مدار العام.

## المخبوزات
تتوفر أصناف من الخبز في جميع أنحاء البلاد. أشهرها: بيتالكا، الخبز العربي، خبز الذرة (المعروف أيضاً باسم «لكنيك»)، كفلي وخبز القمح الكامل [الإنجليزية] وغيرها.